# برهمنپرا
برهمنپرا (به لاتین: Brahmanpara) یک منطقهٔ مسکونی در بنگلادش است که در ناحیه کومیلا واقع شده‌است. برهمنپرا ۱۲۸٫۹ کیلومتر مربع مساحت و ۱۶۱٬۹۰۶ نفر جمعیت دارد.